# Picea likiangensis var. montigena
Picea likiangensis var. montigena W.C.Cheng, 1937, è una rarissima (e forse estinta) varietà naturale di P. likiangensis appartenente alla famiglia delle Pinaceae, endemica di una località montana nei pressi di Kangding nel sud-ovest del Sichuan, in Cina.

## Etimologia
Il nome generico Picea, utilizzato già dai latini, potrebbe, secondo un'interpretazione etimologica, derivare da Pix picis = pece, in riferimento all'abbondante produzione di resina. Il nome specifico likiangensis fa riferimento al Lijiang Shan, massiccio montuoso nella prefettura di Lijiang, zona dove la specie venne rinvenuta e collezionata per la prima volta. L'epiteto montigena deriva dal latino (monsgigno = nato in montagna) in riferimento all'habitat tipico.

## Descrizione
I ramoscelli del primo anno, corpulenti, sono ricoperti di densa peluria. Gli aghi sono molto corti (0,6-1,5 cm), di sezione quadrata-rombica e hanno 1-4 linee di stomi su entrambe le pagine. I coni femminili, lunghi 4-9 cm, sono inizialmente di colore verde, poi a maturità di colore rosso-marrone o porpora-rossastro.

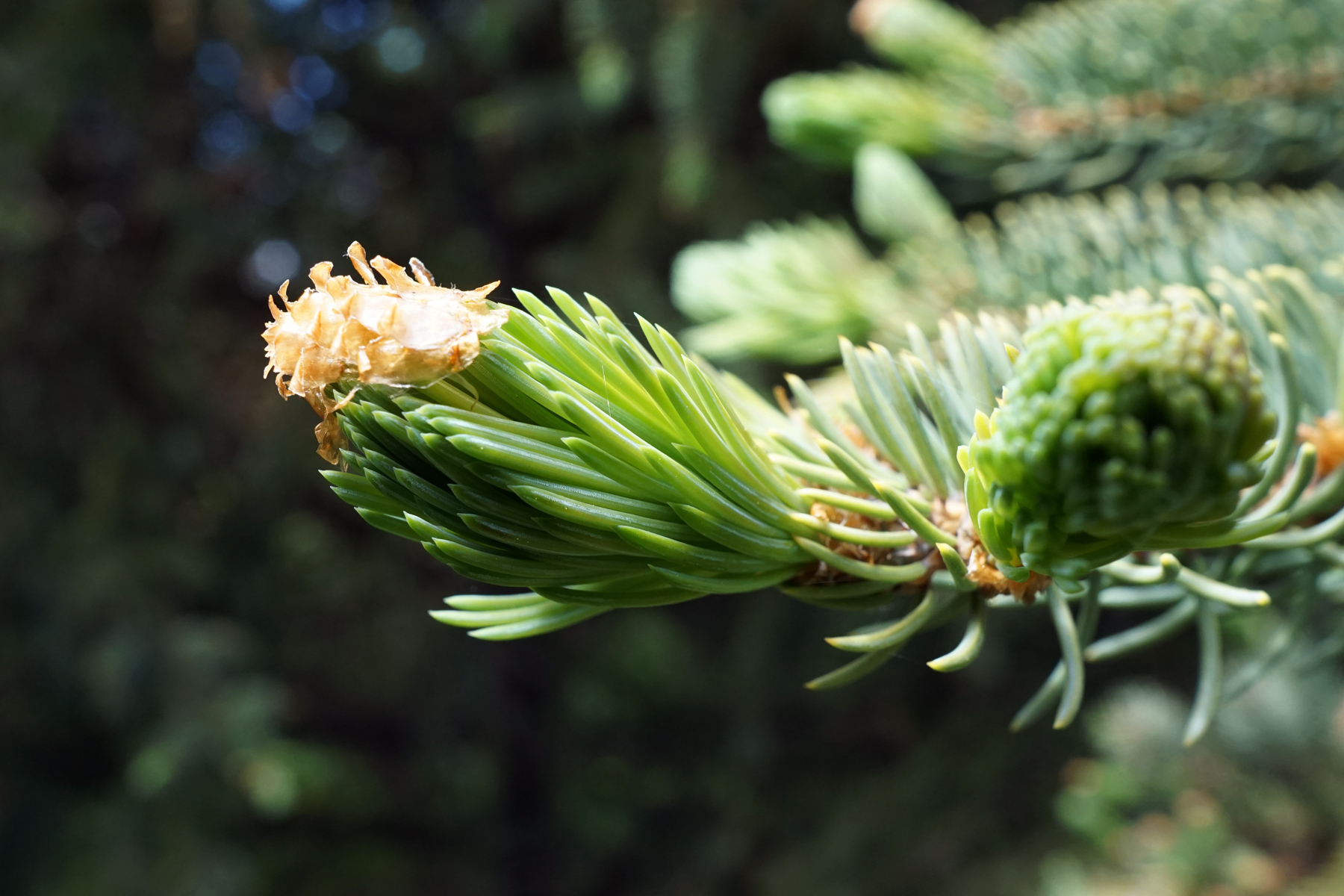
Germogli
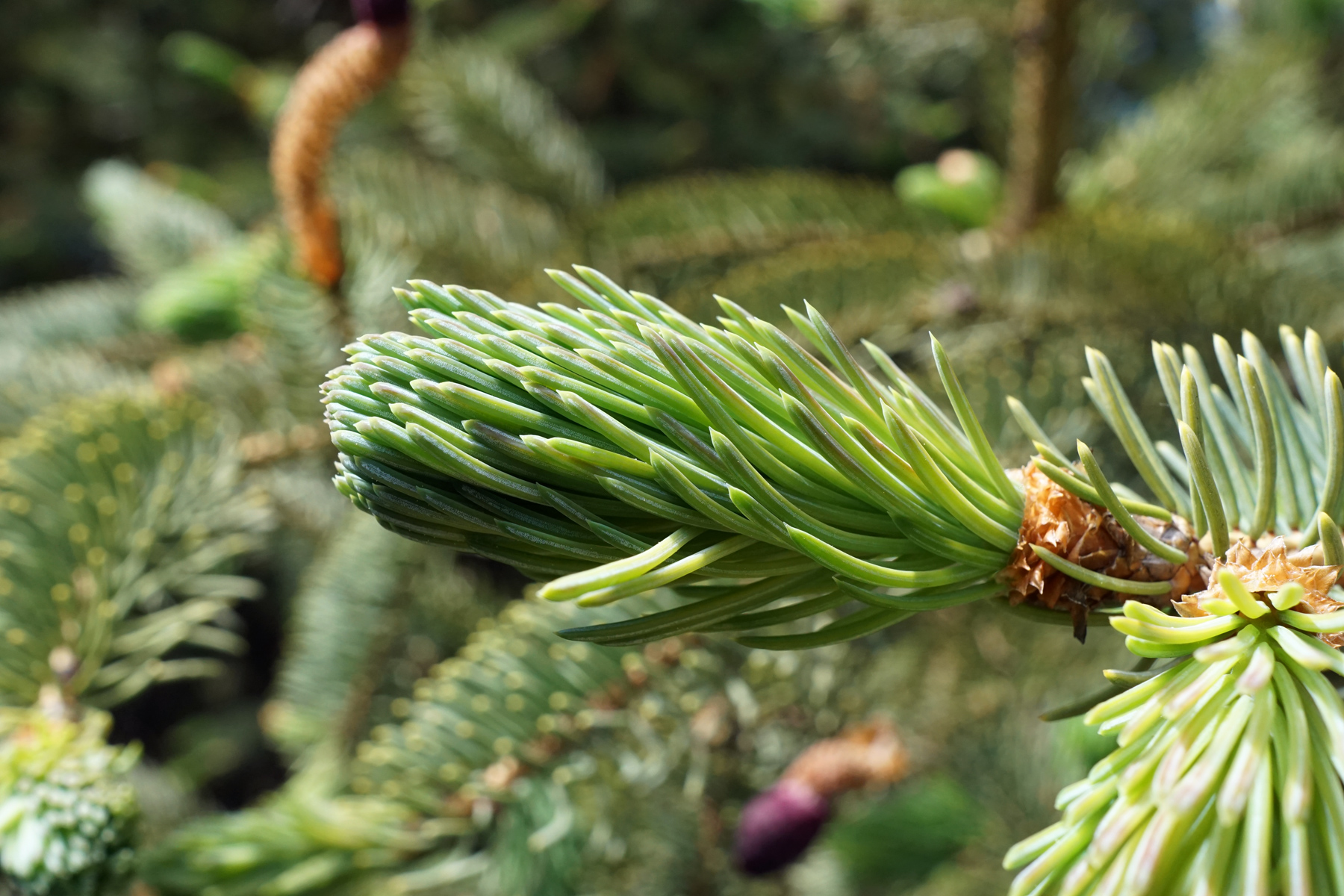
Aghi
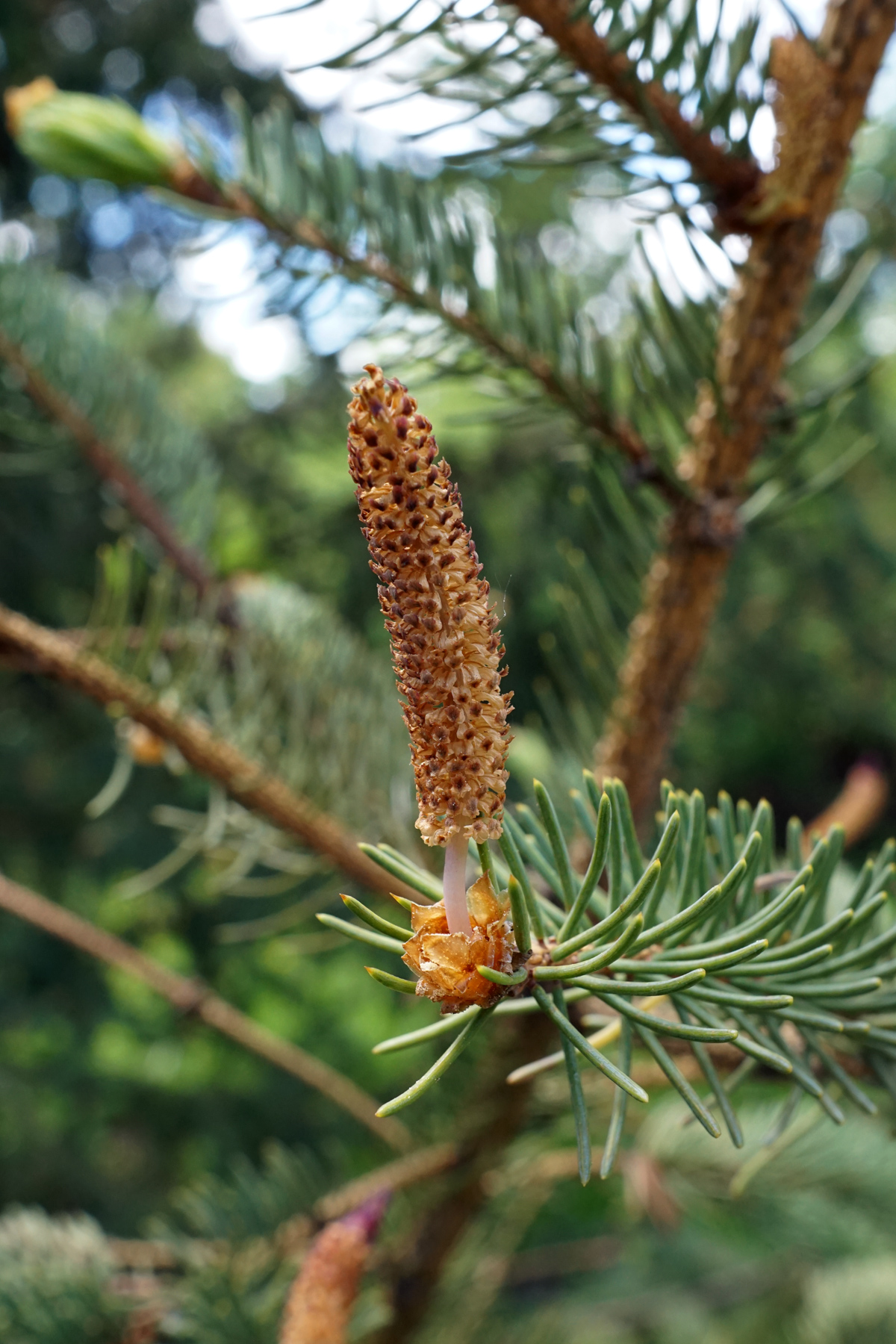
Strobili
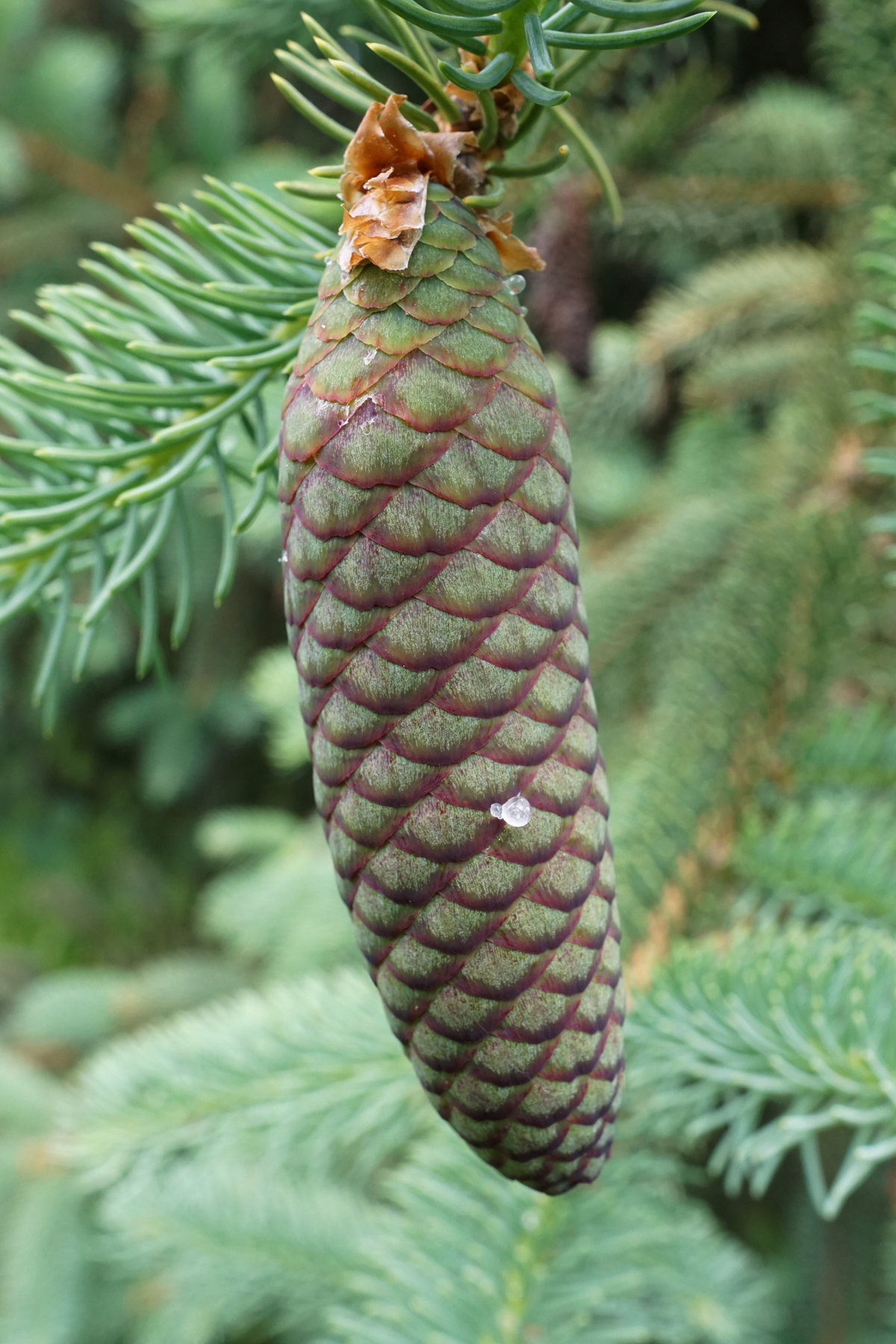
Cono immaturo

## Distribuzione e habitat
Cresce in alta montagna a quote superiori ai 3300 m, in foreste miste di conifere.

## Conservazione
Poco si conosce di questa rarissima varietà la cui ultima presenza accertata risale al lontano 1983 quando ricercatori cinesi rinvennero tre esemplari adulti in prossimità di un piccolo villaggio, scomparsi 20 anni dopo in seguito ad un nuovo sopralluogo. Occorreranno approfondite ricerche sul campo per stabilirne inequivocabilmente l'estinzione in natura (la varietà è presente allo stato coltivato in diversi arboreti); per questi motivi è attualmente classificata come Data deficient (DD) nella Lista rossa IUCN.